# Hāngi
Hāngi es un método tradicional maorí de Nueva Zelanda de cocinar alimentos usando piedras calientes enterradas en un horno de tierra, que sigue usándose en ocasiones especiales.
Preparar un hāngi implica cavar un pozo en el suelo, calentar rocas volcánicas en él con ayuda de un buen fuego, poner cestas de comida sobre las piedras, y cubrir todo con tierra durante varias horas antes de abrir o levantar el hāngi.
Hay muchas variantes y detalles que pueden cambiarse. Los expertos en hāngi han desarrollado y mejorado métodos que a menudo, al igual que las propias piedras, se pasan de una generación a otro. Otro nombre usado a veces es umu, por ejemplo en el umu tī, usado en la Isla Sur para cocinar tī kāuka.

## Evolución de los métodoshāngi

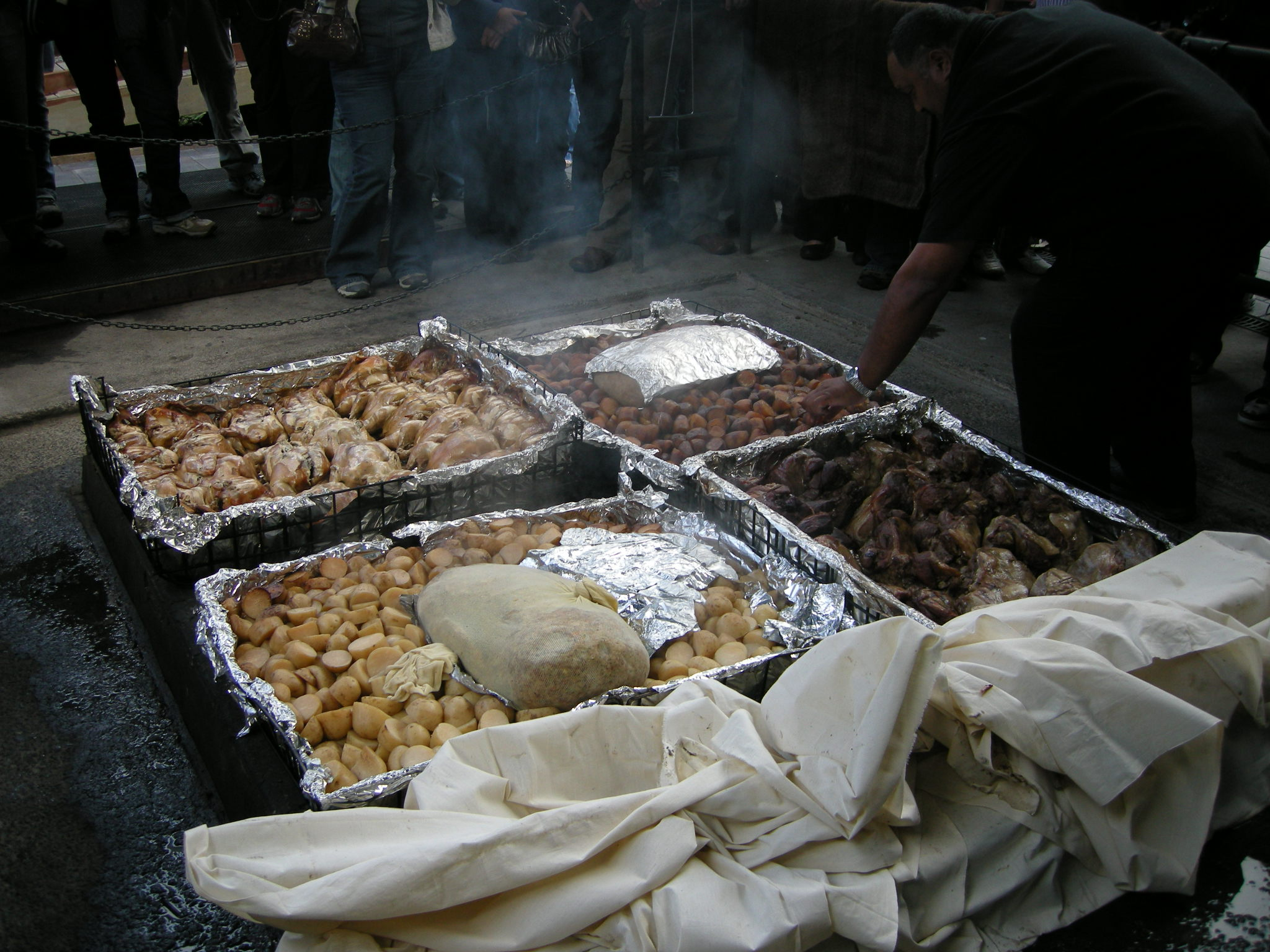
Preparando un hāngi.

Antes de la colonización e introducción del metal, la comida se disponía en palos limpios, cortezas, hojas grandes y otros vegetales para minimizar el contacto directo con las rocas calientes y evitar en lo posible que se quemaran. También se usaban cuencos tallados y rocas planas con este fin. Se usaban hojas, ramas y vegetación usadas para cubrir la comida y evitar que se aplastara con el peso de la tierra de encima.
Actualmente existen muchos métodos hāngi en uso. Los cestos de alambre se emplearon ampliamente a principios del siglo XIX, reemplazando las hojas y corteza con sacos y telas.
A principios del siglo XXI, se usan a veces máquinas hāngi de acero inoxidable a gas para replicar el estilo de cocción sin necesidad de encender un fuego de madera, cavar un pozo y usar rocas.